# Llorenç González
Llorenç González (Barcelona, 1 d'octubre de 1984) és un actor català conegut per la seva participació en la sèrie de televisió Gran Hotel i en la pel·lícula El sexe dels àngels.

## Biografia
Fill de pares professors, i germà del també actor Robert González, Llorenç és un actor català amb estudis de música. Va començar com a actor a TV3 fent un petit paper a El cor de la ciutat i un de més continuïtat a Ventdelplà. Amb El sexe dels àngels, va fer el salt al cinema, però va ser el paper d'Andrés en la sèrie de Antena 3 Gran Hotel el que ho va donar a conèixer entre el gran públic. Va participar des de la segona temporada en la reeixida Velvet interpretant a Jonás Infants i, en l'actualitat, forma part del repartiment principal del seu spin-off Velvet Colección. Llorenç va participar durant uns mesos en la producció espanyola de Billy Elliot en el paper de Tony. El 2019 es va incorporar al repartiment de la sèrie Amar es para siempre.

## Filmografia

### Pel·lícules
Llargmetratges
| Any  | Nom                 | Personatge | Director          | Nota         |
| ---- | ------------------- | ---------- | ----------------- | ------------ |
| 2012 | El sexe dels àngels | Bruno      | Xavier Villaverde | Protagonista |

Curtmetratges
| Any  | Nom                    | Personatge | Director                                          | Nota         |
| ---- | ---------------------- | ---------- | ------------------------------------------------- | ------------ |
| 2014 | Todos los sentidos     | Xavi       | Rubén Serra                                       | Protagonista |
| 2012 | Bucle While            | Carlos     | Pedro Pérez Martí                                 | Protagonista |
| 2008 | Dídac i el technotaure | Pau        | Carlota Grau, Joan Manuel Giménez i Arianda Costa | Protagonista |

### Sèries
| Any         | Nom                      | Personatge             | Cadena     | Nota        |
| ----------- | ------------------------ | ---------------------- | ---------- | ----------- |
| 2019 - 2020 | Amar es para siempre     | Jacobo Esteban         | Antena 3   | 94 episodis |
| 2017 - 2019 | Velvet Colección         | Jonás Infantes         | Movistar+  | 20 episodis |
| 2017        | El Ministerio del Tiempo | Eusebi Güell           | La 1 (TVE) | 1 episodi   |
| 2016        | Cites                    | Sergi Perelló          | TV3 (TVC)  | 2 episodis  |
| 2014 - 2016 | Velvet                   | Jonás Infantes         | Antena 3   | 35 episodis |
| 2011 - 2013 | Gran Hotel               | Andrés Cernuda Salinas | Antena 3   | 39 episodis |
| 2009 - 2010 | Ventdelplà               | Àlex Fernández         | TV3 (TVC)  | 36 episodis |
| 2007        | El cor de la ciutat      | Marc                   | TV3 (TVC)  | 1 episodi   |